# Anastasija Bačyns'ka
Anastasija Juriïvna Bačyns'ka (in ucraino Анастасія Юріївна Бачинська?; Ternopil, 4 agosto 2003) è una ginnasta ucraina, vincitrice della medaglia d'oro con la squadra ai Campionati europei 2020 e della medaglia di bronzo alla trave agli Europei 2021.